# Shinsei Bank

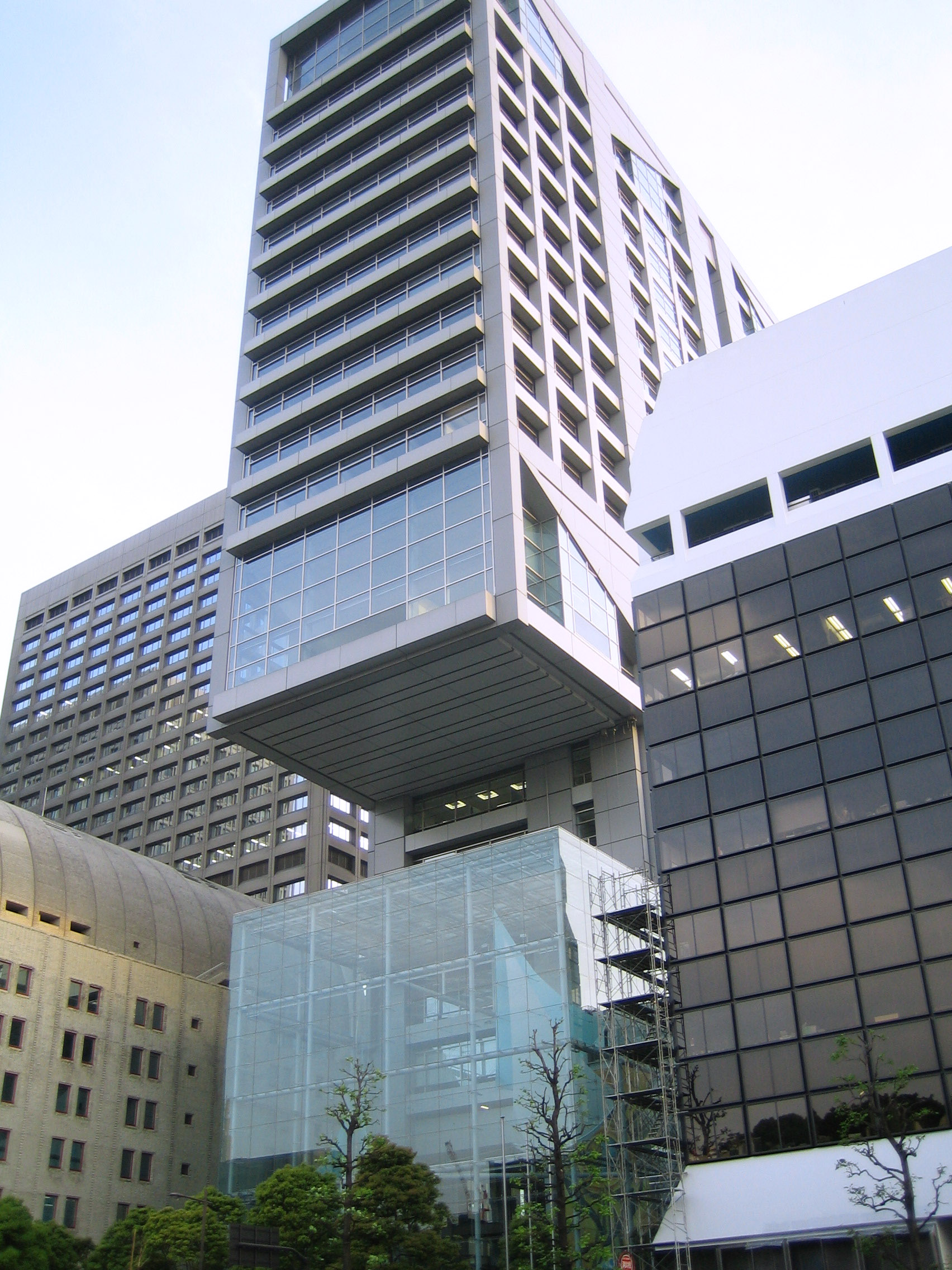
Shinsei Bank Head Office

Shinsei Bank, Limited (株式会社新生銀行 Kabushiki-gaisha Shinsei Ginkō?) é um banco comercial japonês, sediado em Chuo, Tóquio.

## História
O Shinsei foi estabelecido em 1952, sucessora do antigo Long-Term Credit Bank of Japan.